# Dr. Project Point Blank Blues Band
Dr. Project Point Blank Blues Band — белградская блюзовая группа, активна с лета 1983 года.

## История

### Создание и ранний творческий период
Группа была основана гитаристом и певцом Драголюбом Црнцевичем Црнке в начале лета 1983 года в Белграде. Драголюб привлёк своих друзей Тимоти Дэвиса (США), Майкла Сэлса (Австралия) и Драгана Марковича. Барабанщик Сэлс вскоре покинул группу и был заменён на Миролюба Вилотиевича. Перед записью второго альбома (1985) также ушёл Дэвис, и вместо него к коллективу присоединился Саша Лабудович, с которым группа и записали этот альбом. В первом альбоме в качестве гостевых музыкантов представлены Вук Вукчевич и Зора Витас, а во втором — Степко Гут .
В конце лета 1986 года, после успешного тура по Центральной Европе, Маркович покинул группу, вернувшись в свой родной квинтет Блюза (позднее основавший) и вместо него к проекту присоединился Александар Козакиевич. Группа распалась в 1991 году, затем Црнцевич её собирает заново, на этот раз в виде трио с Раде Булатовичем и Мирославом Карловичем. Таким составом коллектив записывает и выпускает третий альбом. Сразу после его выпуска группа расходится из-за военного кризиса в Югославии.

### Новый состав
В 1995 году Црнцевич собирает новую команду, в которую, кроме бывшего участника Александра Козакиевича, входят Дарко Груйич, Дарко Петрович и Горан Ханс Лотар Илич-Бебе (он заменил Бранко Балоша). Этот состав записывает альбом в конце лета 1997 года принимает участие в туре по Югославии, Македонии и Италии в течение 1997-98 гг., Но вскоре после Рождества 1998 года все участники, кроме Црнцевича и Гружича, покинули группу.
После этого два молодых участника, Зоран Миленкович (бас) и Йован Пейчинович (ударные), присоединяются к группе и с тех пор выступают в одной группе. В 2000 году был записан альбом Blue Deal с британским аккордеонистом Джоном О’Лири.
В декабре 2012 группа выпускает альбом для звукозаписывающей компании а затем отыгрывают два прощальных концерта, которые одновременно являются продвижением альбома.

### «Третье счастье»
Группа воссоединяется в 2015 году, и начинает запись двойного альбома. Работа продолжается восемь месяцев, к записи привлекаются ряд выдающихся рокеров и блюзменов Сербии и бывшей Югославии: Рамбо Амадеус, Драган Йованович Крле, Драги Йелич, Ненад Златанович, Йосип Бочек, Видоя Божинович Джинджер, Небойша Антониевич Антон, Ведран Божич, Драган Маркович Маре, Душан Безуха Дуда, Влатко Стефановски, Горан Стойкович Гокси, Саша Ранджелович Ранджа, Момчило Баягич, Йован Савич Лоле, Деян Цукич, Дадо Топич, Ненад Милославльевич, Оливер Нектарийевич, Никола Вранькович, Зоран Костич Цане, Влада Янкович Джет, Деян Найданович Найда, Звонимир Джукич Джуле и Бора Джорджевич, а также: Владан Станошевич, Мирко Томич, Влада Йовкович, Дарко Петрович, Александар Жикич, Желько Степанович, Андрия Гаврилович, Огнен Готовчичев, Комнен Милованович, Paul Shapera, Воя Аралица и Саша Оташевич. Альбом был выпущен в ноябре 2015 года как двойной компакт-диск на лейбле ПГП РТС. На первом диске находятся песни с приглашенными певцами, а на втором диске — те же композиции, которые Драголюб Црнцевич поёт на английском языке.

## Дискография

### Студийные альбомы
- , 1984 (ПГП-РТБ)[5]
- , 1985, (ПГП-РТБ)
- Јужњачка Утеха, 1991
- , 1997 (Идеја)
- , 2001 (ИТММ)
- , 2003 (ПГП-РТС)
- 7, 2006 (ПГП-РТС)
- , 2008
- , 2012
- , 2015 (ПГП-РТС)

### Концертные альбомы
- Жизнь в тюрьме (DVD), 2006 (PGP-RTS), запись концерта в тюрьме Сремска Митровица

### С другими музыкантами
- , 2002 (ИТММ)